# نورماخان تینالیف
نورماخان تینالیف (به قزاقی: Нұрмахан Тынәлиев) کشتی‌گیر کشور قزاقستان است. از افتخارات وی می‌توان به کسب سه مدال برنز سنگین‌وزن در مسابقات قهرمانی کشتی جهان ۲۰۱۰، مسابقات قهرمانی کشتی جهان ۲۰۱۱ و مسابقات قهرمانی کشتی جهان ۲۰۱۳ و دو مدال طلا در بازی‌های آسیایی گوانگژو ۲۰۱۰ و بازی‌های آسیایی اینچئون ۲۰۱۴ و مدال نقره بازی‌های آسیایی جاکارتا ۲۰۱۸ اشاره کرد. وی در المپیک لندن و المپیک ریو در سنگین‌وزن حاضر بود که در هر دو المپیک در دور اول از حریفان شکست خورد و از دور رقابت‌ها کنار رفت.